# Caritas-Pirckheimer-Haus
Das Caritas-Pirckheimer-Haus ist eine Wohnanlage für Senioren und befindet sich in direkter Nähe zur Altmühl in der Kreisstadt Eichstätt. Sie wurde im Jahr 1996 nach Plänen der Architekten Wilhelm Huber und Erich Kessler errichtet. Das Haus ist nach der Nürnberger Äbtissin Caritas Pirckheimer (1467–1532) benannt.

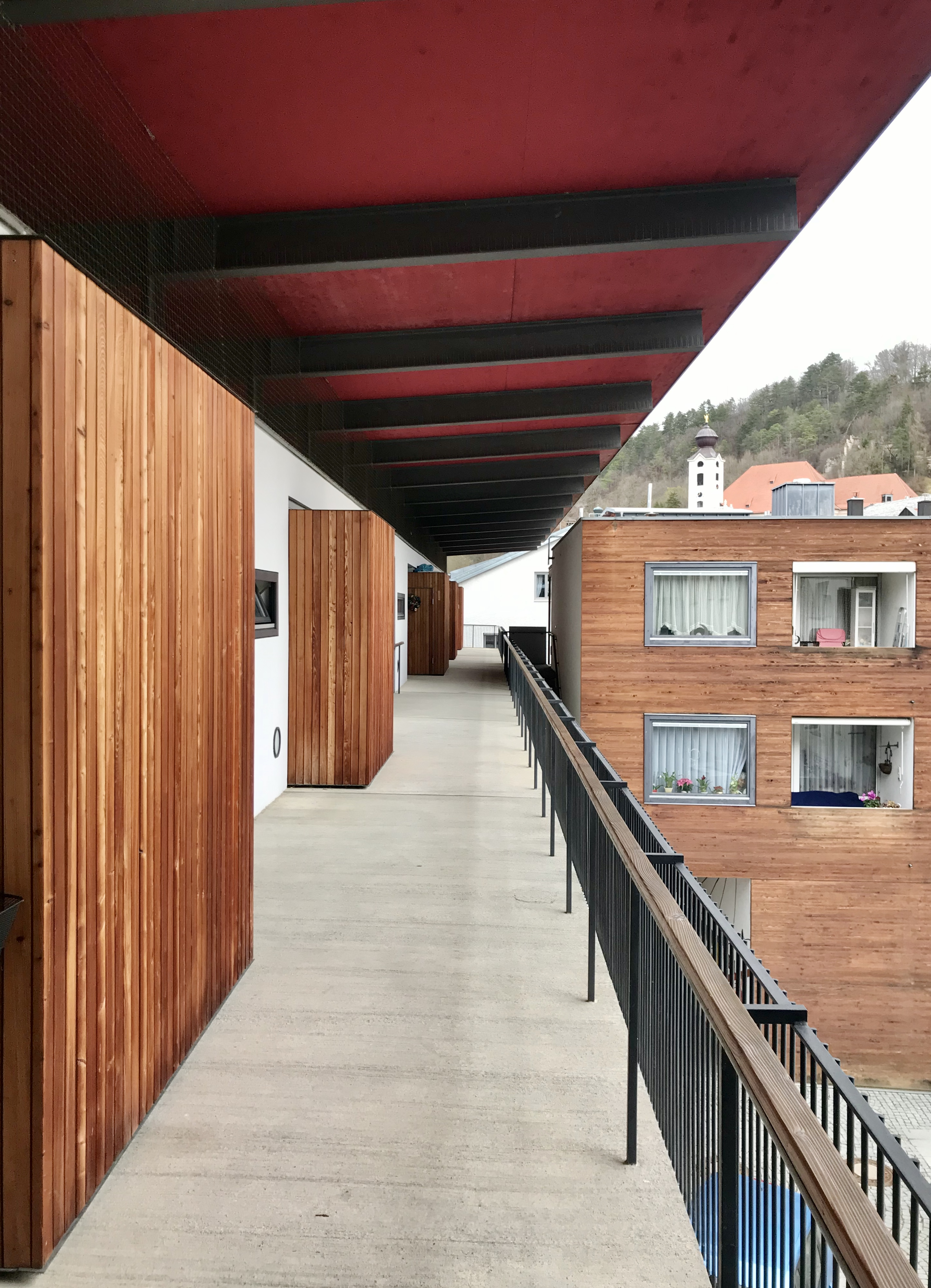
Erschließung

## Geschichte

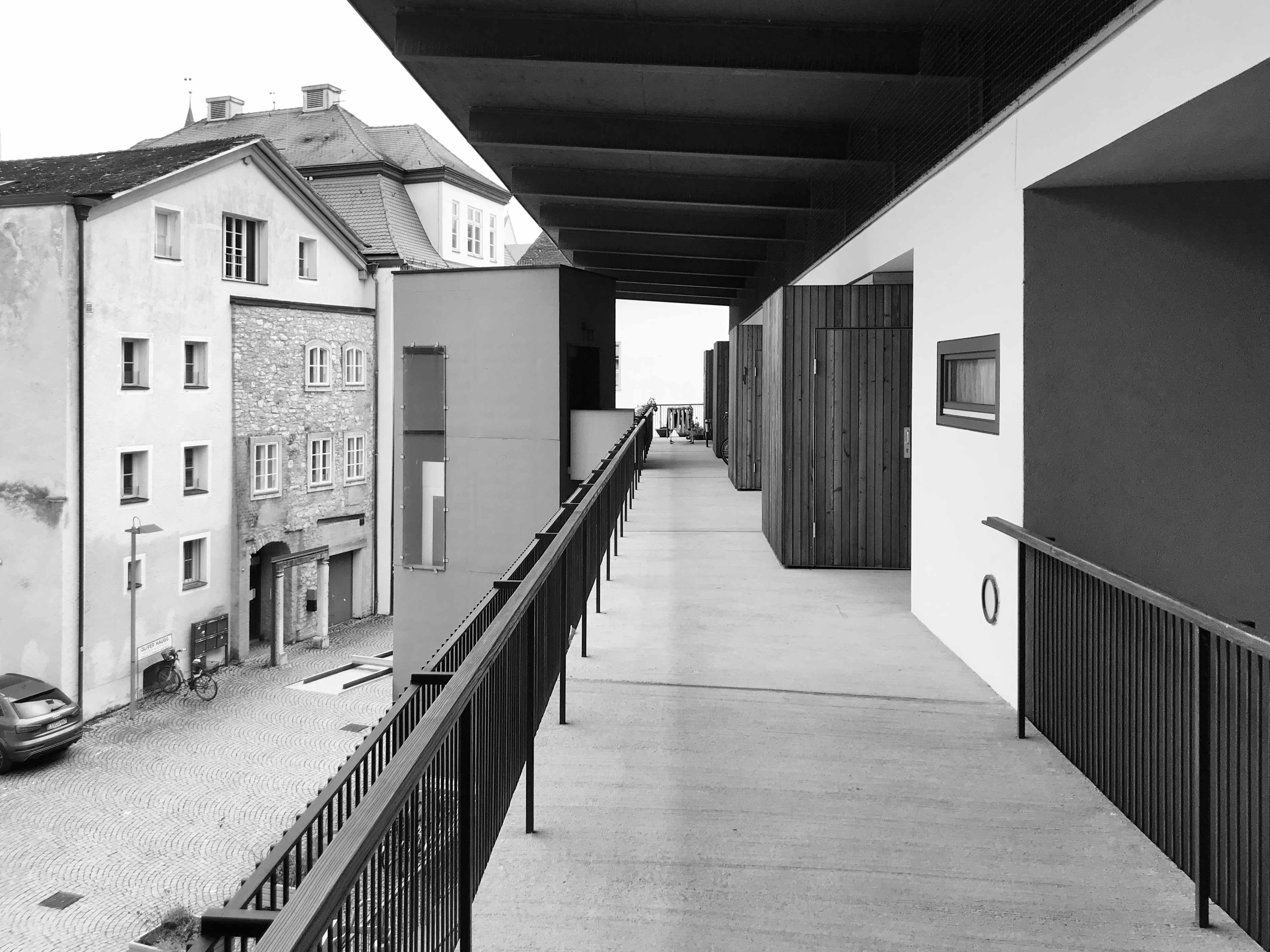
Blick auf den Bummerlbräu

Die Wohnanlage besteht aus einem Altbau und zwei modernen Gebäuden. Der langgestreckte Bau trat an die Stelle eines erhaltenswerten Schlachthofes, der dem Neubauprojekt weichen musste. Das St.-Gundekar-Werk Eichstätt schrieb 1993 einen Wettbewerb aus, um neue Seniorenwohnungen in der Altstadt von Eichstätt zu bauen.
- Jury: Max Bächer (Vorsitz), Karl Frey, Wilhelm Kücker, Andreas Mühlbauer, Karljosef Schattner
- 1. Preis – Huber & Kessler, 2. Preis – Diezinger & Kramer, 3. Preis – Lederer Ragnarsdóttir, Ankauf – Patrick Gmür und Regula Lüscher, weitere Teilnehmer: Behnisch & Partner, Eisele + Fritz[3]

## Architektur

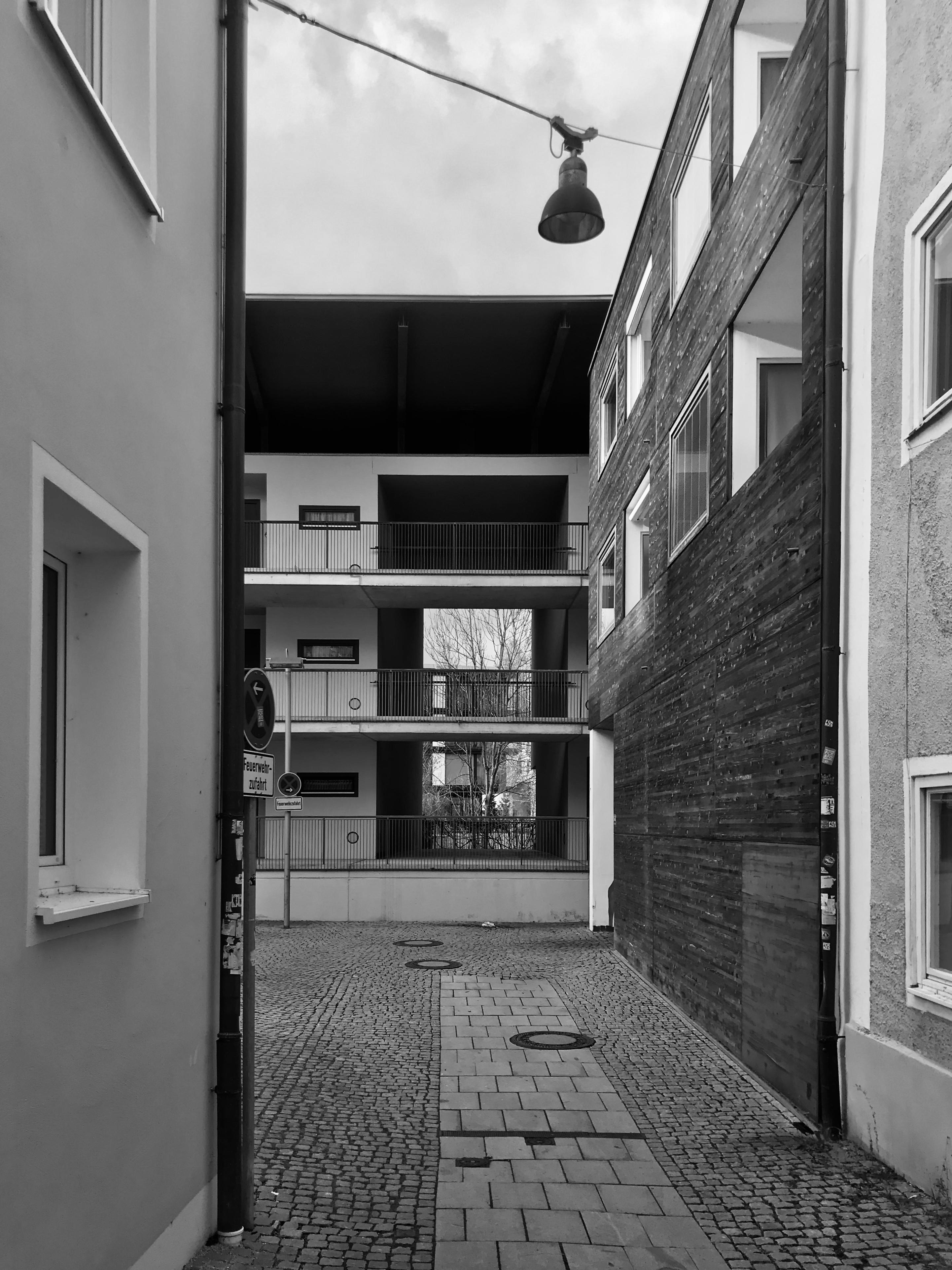
Blickbeziehung der Altmühl zum Willibaldsbrunnen

Der dreigeschossige Baukörper ist entlang des Flussufers situiert. Loggien sind Richtung Altmühl ausgerichtet. Erkennbar ist ein Bezug zu Karljosef Schattner, der das Dach als überstehend ausbildete, in dem Fall dient das auskragende Dach als Wetterschutz der darunterliegenden Laubengangerschließung. Der neue Riegel bildet mit den umliegenden Bebauungen, darunter dem Bummerlbräu, einen geschützten Hof. Zentrales Merkmal des geschlossenen Hofs ist der dunkle betonierte Aufzug. Eine städtebauliche Verbindung von der Altmühl zur Altstadt wird durch einen großzügigen Durchbruch im Baukörper ermöglicht. Bestandteil des Neubaus war auch der Umbau des benachbarten Jurahauses, welches nach geringen Umbauten weitere Altenwohnungen beinhaltet. Die Architekturfotografen Peter Bonfig und Werner Prokschi haben die Wohnanlage fotografisch dokumentiert.

## Preise
- 1997: BDA-Preis Bayern